# Barbara March
Barbara March (Toronto, Ontario, 1953. október 9. – 2019. augusztus 11.) kanadai színésznő.

## Filmjei
- Deserters (1983)
- Twelfth Night (1986, tv-film)
- Night Heat (1987, tv-sorozat, egy epizódban)
- Kingsgate (1989)
- Blood Ties (1991, tv-film)
- A nagy hazárdőr 4. (The Gambler Returns: The Luck of the Draw) (1991, tv-film)
- Star Trek: Az új nemzedék (Star Trek: The Next Generation) (1991, 1994, tv-sorozat, három epizódban)
- L.A. Law (1992, tv-sorozat, egy epizódban)
- The Portrait (1992)
- Star Trek: Deep Space Nine (1993, tv-sorozat, egy epizódban)
- Star Trek: Nemzedékek (Star Trek: Generations) (1994)
- Teljes biztonsággal (Total Security) (1997, tv-sorozat, egy epizódban)